# 高木俊輔 (史学者)
高木 俊輔（たかぎ しゅんすけ、1939年〈昭和14年〉9月15日 - ）は、日本史学者、国文学研究資料館名誉教授。

## 来歴
長野県諏訪郡長地村（現岡谷市）生まれ。長野県諏訪清陵高等学校を経て、1962年東京教育大学文学部史学科卒業。1970年同大学院文学研究科博士課程単位取得退学、静岡大学人文学部講師、1971年助教授、1973年信州大学人文学部助教授。1976年「明治維新草莽運動史」で文学博士（東京教育大学）。1984年信州大教授、1994年国文学研究資料館教授、1998年同史料館館長、2000年定年退官、名誉教授、立正大学教授。2010年退職。
2019年春の叙勲で瑞宝中綬章を受章。

## 著書
- 『維新史の再発掘 相楽総三と埋もれた草莽たち』日本放送出版協会 NHKブックス、1970
- 『明治維新草莽運動史』勁草書房、1974
- 『幕末の志士 草莽の明治維新』中公新書、1976
- 『ええじゃないか』教育社歴史新書、1979
- 『それからの志士 もう一つの明治維新』有斐閣選書、1985
- 『伊那県時代 飯島陣屋から伊那県庁へ』飯島町歴史民俗資料館 飯島陣屋ブックレット、1996
- 『『夜明け前』の世界 「大黒屋日記」を読む』セミナー「原典を読む」 平凡社、1998
- 『明治維新と豪農 古橋暉皃の生涯』吉川弘文館 歴史文化ライブラリー、2011　ISBN　	9784642057264、オンデマンド版　2021年　ISBN　9784642757263
- 『近世農民日記の研究』塙書房、2013
- 『戊辰戦争と草莽の志士 切り捨てられた者たちの軌跡』吉川弘文館、2022 ISBN　	9784642084093

### 共編著
- 『維新変革における在村的諸潮流』鹿野政直共編著 三一書房、1972
- 『日本近世史料学研究 史料空間論への旅立ち』渡辺浩一共編著 北海道大学図書刊行会、2000
- 『伊那・木曾谷と塩の道 街道の日本史』編 吉川弘文館、2003　ISBN　9784642062268
- 『信濃国麻績宿名主日記 葦沢家「歳中日記帳」嘉永五年～安政元年』編 岩田書院史料叢刊、2009

## 参考
- 『長野県人名鑑』信濃毎日新聞社、1974年
- 高木俊輔教授 略歴および研究業績 (高木俊輔教授退職記念号) 立正史学、2010